# Carl Heinrich Hertwig

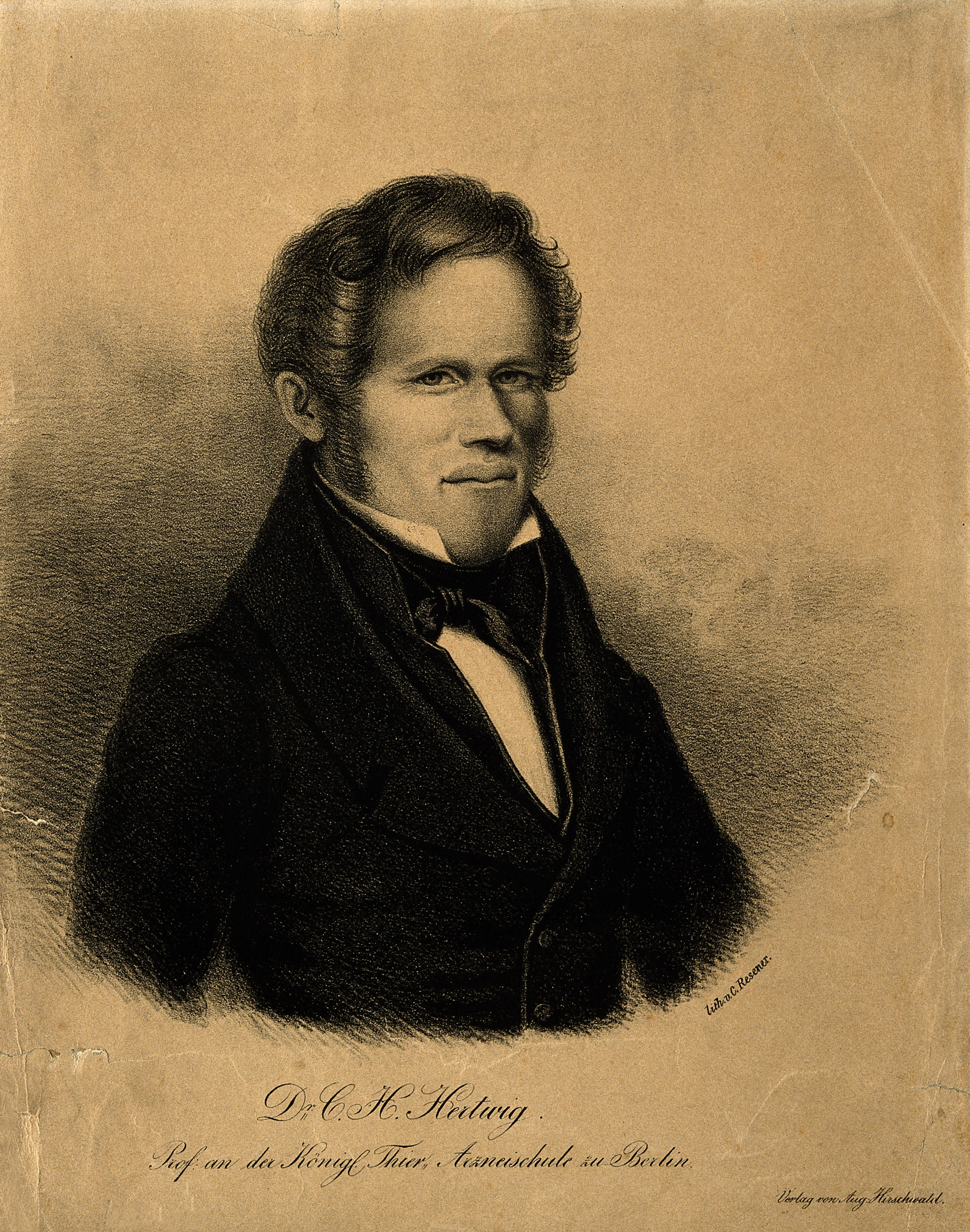
Carl Heinrich Hertwig, Lithographie von Carl Resener

Carl Heinrich Hertwig, auch Karl Heinrich Hertwig (* 10. Januar 1798 in Ohlau; † 19. Juli 1881 in Berlin) war ein deutscher Tierarzt, Hochschullehrer und Medizinalrat.

## Leben
Carl Hertwig besuchte das Gymnasium zu Brieg. Seit 1817 studierte er Arzneikunde am Königlich Chirurgischen Institut in Breslau. Ein Stipendium der Regierung ermöglichte ihm das Studium der Tiermedizin an den Thierarzneischulen Wien (1819/1820) und München (1820/1821). 1822 legte er in Berlin seine Prüfung zum Tierarzt ab.
Danach bereiste er zur Vervollständigung seiner akademischen Ausbildung Deutschland, die Schweiz, Frankreich, England und Holland.
Im Jahr 1823 erhielt er eine Stelle als Repetitor an der Thierarzneischule in Berlin und las  zunächst Spezielle Chemie und Operationslehre. Zusätzlich war er Leiter der Klinik für Kleine Haustiere.
1826 wurde er in Berlin mit seiner Dissertation „Experimenta quaedam de effectibus laesionum in partibus encephali singularibus et de verosimili harum partium functione“ promoviert und übernahm erst einen Teil und ab 1830 die Leitung des Krankenstalles der Schule. Ein Jahr später absolvierte er die Staatsprüfung als Arzt und Wundarzt.
Er wurde 1828 Tierarzt 1. Klasse und 1829 zum Oberlehrer befördert. 1833 erfolgte seine Ernennung zum Professor der Thierarzneischule Berlin, 1837 zusätzlich zum Veterinärprofessor im Medizinalkollegium der Provinz Brandenburg.
Anfang 1845 machte er im Auftrag der preußischen Regierung eine Reise nach Böhmen zur Untersuchung der dort ausgebrochenen Rinderpest. Zudem wurde er in eine Untersuchungskommission mit dem Auftrag zur Erforschung und Entwicklung von vorbeugenden Maßnahmen gegen die Rinderpest nach Russland berufen, wofür er mit dem St. Annenorden ausgezeichnet wurde.
An der Allgemeinen Kriegsschule hielt er ab 1855 Vorlesungen zum Thema Pferdekenntnis. 1870 wurde er zum Königlichen Medizinalrat befördert und trat 1877 seinen Ruhestand an.
Neben der Forschungs- und Lehrtätigkeit an der Hochschule war Hertwig auch ein für seine Zeit äußerst produktiver Autor von Fachbüchern und Herausgeber von tierärztlichen Fachzeitschriften. Er gründete 1835 zusammen mit Ernst Friedrich Gurlt das Magazin für die gesammte Thierheilkunde, welches er bis 1874 auch herausgab.

## Werke (Auswahl)
- Beiträge zur nähern Kenntniss der Wuthkrankheit oder Tollheit der Hunde.  Reimer, Berlin, 1829[6]
- Handbuch der Praktische Arzneimittellehre für Thieraerzte. Verlag Veit & Comp., Berlin, 1833 (in mehreren Auflagen)
- gemeinsam mit Ernst Friedrich Gurlt: Vergleichende Untersuchungen über die Haut des Menschen und der Haussäugethiere und über die Krätz- oder Räudemilben. Hirschwald Verlag, Berlin, 1835 (in mehreren Auflagen)
- gemeinsam mit Onésime Delafond: Die Blutkrankheit der Schafe und die derselben ähnlichen Krankheiten als: die Karbunkelkrankheit, die Vergiftungskrankheiten von scharfen und giftigen Pflanzen, und die enzootische Blutkrankheit in der Sologne. Hirschwald Verlag, Berlin, 1844
- gemeinsam mit Ernst Friedrich Gurlt: Chirurgische Anatomie und Operationslehre für Thierärzte. Reimer, Berlin, 1847
- Untersuchung über den Uebergang und das Verweilen des Arseniks in dem Thierkörper. Enslin, Berlin, 1847
- Praktisches Handbuch der Chirurgie für Thierärzte. Hirschwald Verlag, Berlin, 1850 (in mehreren Auflagen)
- Taschenbuch der gesammten Pferdekunde. Hirschwald Verlag, Berlin, 1851 (in mehreren Auflagen)
- Die Krankheiten der Hunde und deren Heilung. Hirschwald Verlag, Berlin, 1853[7] (in mehreren Auflagen)
- mit Carl Gottlob Heinrich Erdmann: Thierärztliche Receptirkunde und Pharmakopöe nebst einer Sammlung bewährter Heilformeln. Berlin 1856 (in mehreren Auflagen)

## Auszeichnungen und Ehrungen (Auswahl)
- 1840: Roter Adlerorden, 4. Klasse[8]
- 1846: Sankt-Annen-Orden, 3. Klasse[9]
- 1874: Roter Adlerorden, 3. Klasse mit der Schleife[10]
- Im Juni 1902 wurde in der Aula der Berlinischen Tierärztlichen Hochschule eine überlebensgroße Marmorbüste für C. H. Hertwig aufgestellt, die der Bildhauer Hans Dammann geschaffen hat.[11]